# Американо-люксембургские отношения
Американо-люксембургские отношения — двусторонние дипломатические отношения между США и Люксембургом.

## История
В 1867 году Люксембург получил независимость от Нидерландов, со стороны европейских держав ему был гарантирован постоянный нейтралитет. Люксембург был оккупирован Германией в Первой мировой войне и во Второй мировой войны, американские войска приняли участие в освобождении люксембуржцев от оккупации. Люксембург является давним союзником Соединенных Штатов, у них есть общая приверженность соблюдать принципы демократии. Люксембург также сторонник европейской политической и экономической интеграции. Люксембург является одним из учредителей Организации Североатлантического договора (НАТО) и одним из членов-учредителей Европейского Союза (ЕС).

## Торговля
Экспорт из США в Люксембург: коммерческие самолеты, информационные, медицинские, развлекательные, коммуникационные технологии и устройства. Американские фирмы являются одними из самых крупных иностранных инвесторов в экономику Люксембурга. Страна является крупным финансовым центром в Европе и американские банки имеют здесь значительное присутствие. Люксембург участвует в программе безвизового въезда в США, что позволяет гражданам стран-участниц прибыть США в туристических целях на 90 дней или меньше без получения визы.